# Thomas Joseph Flanagan
Thomas Joseph Flanagan (* 23. Oktober 1930 in Rathmore, County Kildare, Irland; † 9. Oktober 2019 in San Antonio, Texas, Vereinigte Staaten) war ein irisch-US-amerikanischer Geistlicher und römisch-katholischer Weihbischof in San Antonio.

## Leben
Thomas Joseph Flanagan, ältestes von sechs Kindern, studierte Philosophie und Theologie am Mary Immaculate College (MIC) im irischen Thurles und empfing am 10. Juni 1956 die Priesterweihe für das Erzbistum San Antonio mit Sitz in San Antonio, Texas. Er war in der Seelsorge tätig, Spiritual für die Vinzenzgemeinschaft, Verwaltungsrat für das Assumption Seminary in San Antonio sowie Diözesankaplan der Kolumbusritter.
Papst Johannes Paul II. ernannte ihn am 5. Januar 1998 zum Titularbischof von Bavagaliana und Weihbischof in San Antonio. Der Erzbischof von San Antonio, Patrick Fernández Flores, spendete ihm am 16. Februar desselben Jahres die Bischofsweihe; Mitkonsekratoren waren Edmond Carmody, Bischof von Tyler, und John Edward McCarthy, Bischof von Austin.
Am 15. Dezember 2005 nahm Papst Benedikt XVI. seinen altersbedingten Rücktritt an. Er lebte zuletzt in der Padua Place residence für pensionierte Geistliche in San Antonio.